# Ararat Airport
Ararat Airport är en flygplats i Australien. Den ligger i kommunen Ararat och delstaten Victoria, omkring 180 kilometer väster om delstatshuvudstaden Melbourne. Ararat Airport ligger 307 meter över havet.
Runt Ararat Airport är det mycket glesbefolkat, med 3 invånare per kvadratkilometer.. Närmaste större samhälle är Ararat, nära Ararat Airport. 
Trakten runt Ararat Airport består till största delen av jordbruksmark. Genomsnittlig årsnederbörd är 648 millimeter. Den regnigaste månaden är juli, med i genomsnitt 88 mm nederbörd, och den torraste är januari, med 19 mm nederbörd.